# Makoc
Makoc (albanisch auch Makoci oder auch Makofc/i, serbisch Маковац Makovac) ist ein Dorf im Kosovo. Makoci gehört zur Gemeinde Pristina, das vier Kilometer entfernt ist.

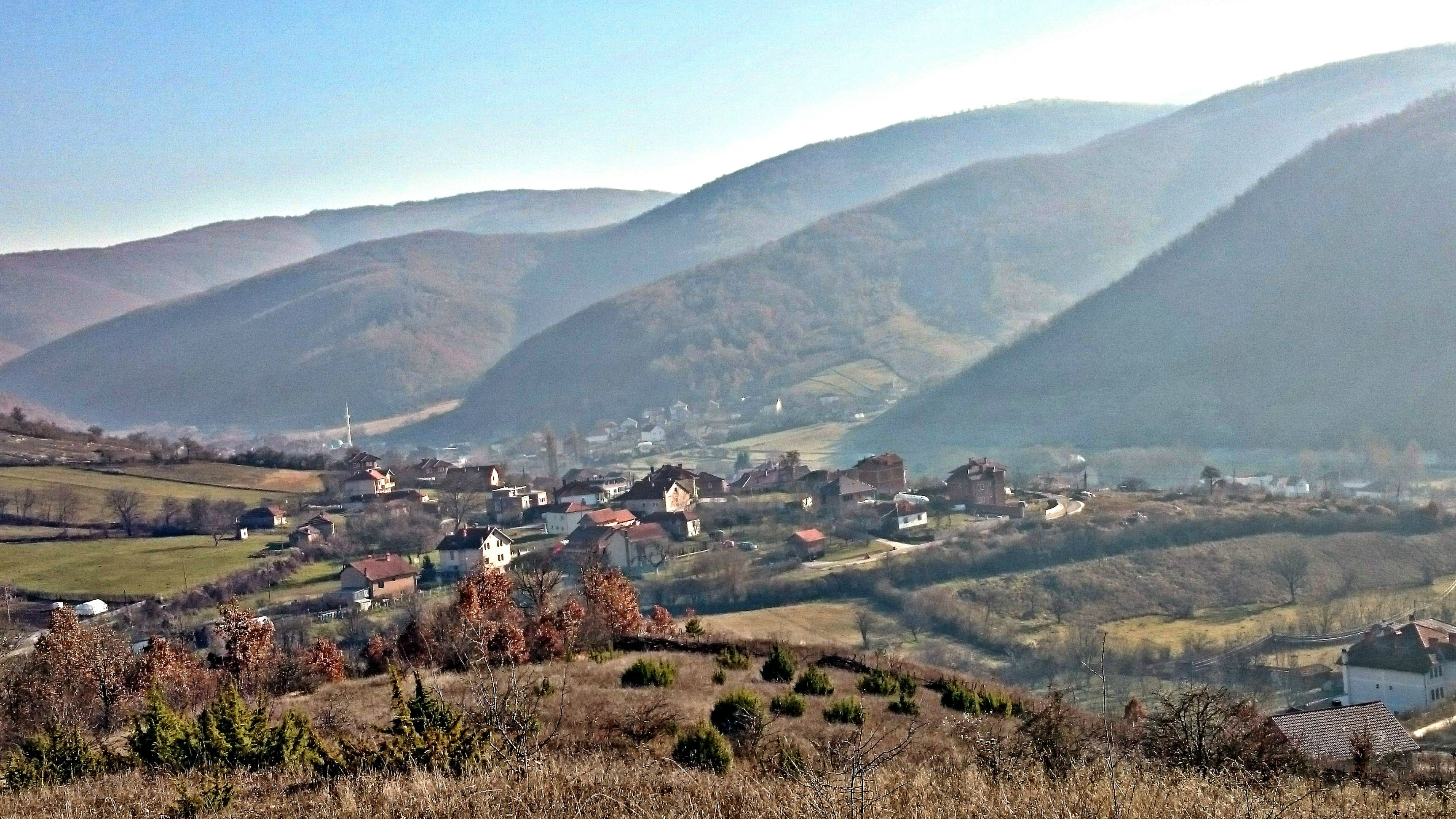
Blick auf Makoc

## Bevölkerung
| Jahr | Einwohner |
| ---- | --------- |
| 1948 | 450       |
| 1953 | 473       |
| 1961 | 561       |
| 1971 | 629       |
| 1981 | 774       |
| 1991 | 815       |
| 2011 | 997       |

Gemäß Volkszählung 2011 hatte Makoc damals 997 Einwohner, die sich ausnahmslos als Albaner bezeichneten.

## Infrastruktur
In Makoc starten Stadtbusse der Linie 7b in Richtung Pristina.

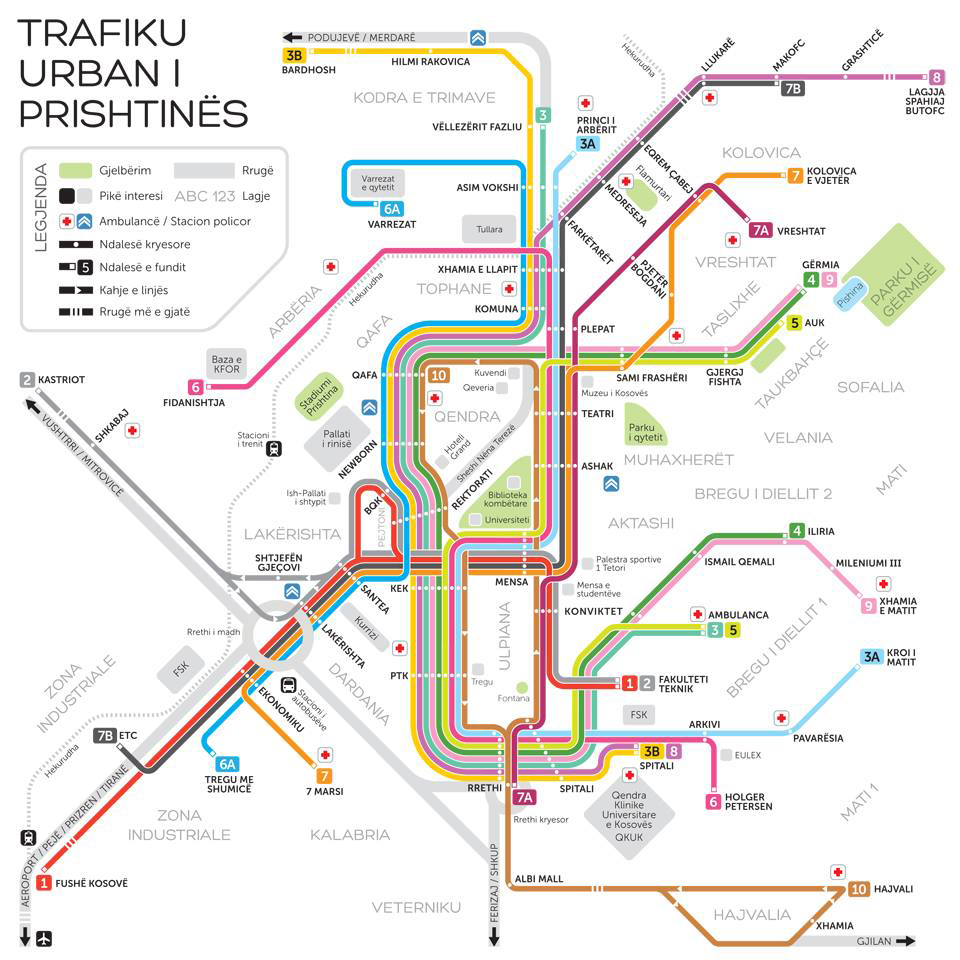
Busnetz der Hauptstadt Pristina

| Buslinie | Start  | Ende |
| -------- | ------ | ---- |
| 7B       | Makofc | ETC  |